# 晉滅成漢之戰
晉滅成漢之戰是中國東晉時期的一場戰爭，由東晉荊州刺史桓溫所領導，進攻據有益州的成漢政權。桓溫於永和二年（346年）十一月出兵，至次年三月攻下成都並接受李勢投降，歷時約四個月。戰後東晉吞併成漢全境。

## 背景

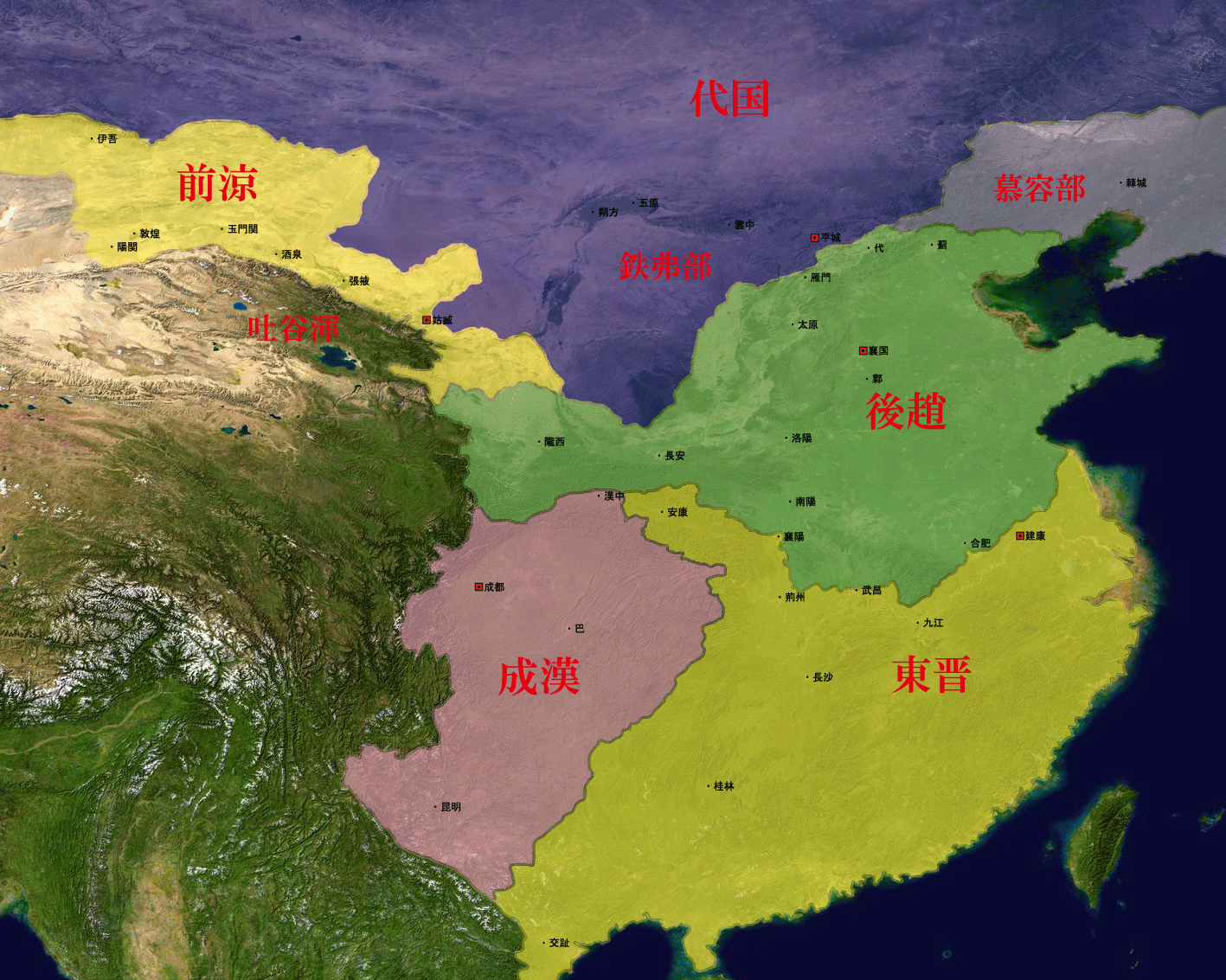
330年時成漢與東晉形勢圖。

西晉永興元年（304年），李雄於成都稱成都王，自此割據益州自立。咸康四年（338年），成漢宗室李壽發動政變篡位。李壽至建元元年（343年）去世，其子李勢繼位，但李勢為人荒淫而不恤國事，親近小人，少見大臣，而且常猜忌他人，因而誅殺大臣和濫加刑獄，終令到國內「夷獠叛亂，軍守離缺，境宇日蹙，人懷危懼。」
與此同時，東晉荊州刺史庾翼亦有北伐之心，並向晉康帝上表陳述北伐計劃，更移鎮襄陽。其時庾翼籌備北伐徵集了他所領荊江司雍梁益六州的編戶奴及車牛驢馬，引來了百姓嗟怨；而移鎮襄陽一事雖已先藉詞移鎮安陸，但仍遭朝中大臣反對，唯有兄長庾冰及桓溫和譙王司馬無忌支持。庾翼雖繕修兵器和積聚糧食，但尚未正式實行就已在永和元年（345年）去世。時在朝中輔政的何充則以桓溫接替庾翼為荊州刺史。
桓溫上任後見成漢國力衰弱，於是意圖出兵滅了成漢以建立功勳，但當時桓溫將佐，乃至當時大眾都認為此事難以成功。其時江夏相袁喬則力勸桓溫伐蜀，並分析了成漢人恃仗天險而不作防備的行為，建議輕兵深入，攻其無備；又分析了後趙和東晉長江守軍，表示出征不會影響對北方的防禦，令人有機可乘，最後又指出收復蜀地的益處。桓溫同意袁喬所言，決心攻伐成漢。

## 經過
永和二年十一月辛未日（346年12月10日），桓溫率領益州刺史周撫、南郡太守譙王司馬無忌攻伐成漢，並命袁喬領二千兵作為前鋒。桓溫上表出征後便出發，當時朝廷卻以桓溫孤軍深入蜀地而感到憂慮。
桓溫到青衣時，李勢興兵預備抵抗，又派了右衞將軍李福、鎮南將軍李權和前將軍昝堅等領兵自山陽（今四川樂山縣西南）兵向合水（大渡河入江口），以作抵禦。當時眾將都意圖於長江南岸設下伏兵等待晉軍，但昝堅不聽，堅持要率兵自鴛鴦碕兵向犍為（今四川宜賓市西南）。桓溫則一直沿江前進，繞過犍為而於永和三年（347年）三月到達彭模（今四川彭山縣）。
桓溫到彭模後，有建議要桓溫兵分兩路進攻，分散敵方防禦兵力。不過袁喬認為應當全軍齊心合力進攻，分兵只會令人心不一，萬一有一軍失利就大勢已去，反建議桓溫拋棄炊具，讓士兵只帶三日糧食，直奔成都（今四川成都市），刺激士兵士氣。桓溫於是留下參軍孫盛和周楚領弱兵在彭模守輜重，自己就親率主力進攻成都。
當時李福曾經進攻彭模，不過留守的孫盛等人奮戰，成功擊退了李福。而桓溫主力就與李權發生了戰事，三戰三勝，兵敗的成漢軍都逃返成都，成漢鎮軍將軍李位都更歸降。到了犍為的昝堅此時才知已錯過了桓溫大軍，於是退返。昝堅追上桓溫時，桓溫已經到了成都附近的十里陌，昝堅軍因而自潰。李勢則在成都西南的笮橋迎戰桓溫，初戰桓溫前鋒失利，參軍龔護戰死，士兵都恐懼後撤。不過其時擊打戰鼓的人卻擂鼓進攻，袁喬因此乘勢指揮軍隊奮戰，士氣漸漸高漲，終大敗成漢守軍。桓溫於是繼續攻向成都，火燒大城各個城門。成漢軍民都十分惶恐，再無鬥志，當時成漢中書監王嘏及散騎常侍常璩都勸李勢歸降，不過李勢慮及昔日東漢大司馬吳漢攻滅成家時族誅公孫述，怕投降會遭屠戮，只得乘夜逃出成都，逃到晉壽的葭萌城。其時鄧嵩和昝堅都勸其投降，李勢終也決定投降，命王幼送降書到桓溫那處，並反縛雙手，載著棺材以示投降。桓溫為其鬆縛並燒掉棺材，送李勢和其他宗室共十多人到建康。成漢滅亡。

## 結果
桓溫於此戰消滅了成漢，晉朝重奪了益、梁州地區，是東晉建國以來最成功的一次對外戰爭。不過，桓溫雖然選任成漢良臣如王誓、鄧定、常璩等以安撫蜀地，但桓溫尚未撤軍就發生了王誓與鄧定、隗文及王潤的叛變。及至桓溫撤軍西歸後隗文和王潤仍趁機佔領成都，奉前成漢國師范長生子范賁為帝，招來很多蜀人支持；晉將蕭敬文也乘機叛亂。兩事先後在永和五年（349年）及永和八年（352年）才得解決。
桓溫亦因此戰而提高聲望，朝廷更曾打算以豫章郡進封桓溫，不過其聲望提高卻令朝廷忌憚他，當時輔政的會稽王司馬昱因而提拔名士殷浩為揚州刺史，抗衡桓溫。故及至後來後趙皇帝石虎去世，桓溫上請北伐時朝廷亦久久不作批示，反讓殷浩主持北伐，以抗衡桓溫最終桓溫憑借殷浩北伐頻頻失利而上書彈劾殷浩，總掌內外大權，開始專掌東晉朝政。
明末史家王夫之認為，當時李勢昏庸，成漢衰弱，當立即興師吞併。但桓溫欲起兵時，朝廷卻在憂慮他不能取勝，桓溫因而看出朝廷之人皆見識淺陋，所以上表後便立即出兵，無視朝廷中人。最終則如劉惔所顧慮那樣，桓溫攻滅成漢後，得以專制朝廷。

## 參戰人物
|  | - 東晉軍 - 桓溫 - 袁喬 - 周撫 - 司馬無忌 - 孫盛 - 周楚 - 龔護（戰死） | - 成漢軍 - 李勢（投降） - 李福（投降） - 李權（投降） - 昝堅（投降） - 李位都（投降） - 鄧嵩（投降） - 常璩（投降） - 王嘏（投降） - 王幼（投降） - 馮孚 |